# 迭戈·里巴斯·达·库尼亚
迭戈·里巴斯·达·库尼亚（葡萄牙語：Diego Ribas da Cunha，1985年2月28日—）通常被稱為迭戈（葡萄牙語：Diego），是一名已退役巴西職業足球運動員，最後效力巴甲球隊法林明高。迪亞高亦曾代表巴西國家隊效力超過30次。并協助巴西隊在北京奧運會上奪取男子足球項目的銅牌。

## 俱樂部生涯

### 桑托斯
迪亞高出生於圣保罗州的里贝朗普雷托（Ribeirão Preto），年僅12歲即被當地球隊山度士相中簽約加盟，迪亞高在山度士的青訓系統逐漸成長，2002年只有16歲的迪亞高處子登場，在一場「里約-聖保羅錦標賽」中首次披甲上陣，同年更協助山度士奪得「巴西甲級聯賽」（Campeonato Brasileiro Série A）冠軍。迪亞高與罗比尼奥是山度士奪冠最重要的兩名年青球員。
迪亞高獲選加入巴西大軍出征2004年在秘鲁舉行的美洲國家盃，決賽對死對頭阿根廷雙方加時後仍踢成2-2平手，要以十二碼決定冠軍誰屬，阿根廷首兩球射失而巴西四球皆入，迪亞高負責主射第三輪，巴西以總比數6-4（十二碼4-2）奪得冠軍。
2003年迪亞高差點加盟英超球隊熱刺，只是在最後關頭山度士主席取消交易。

### 波圖
迪亞高於2004年7月轉會加盟葡超球隊波圖。不過他在波爾圖并沒有能取得穩固的位置。因而在2006年夏季，迭戈轉會去了德甲強隊不萊梅。

### 云达不来梅
2006年5月迪亞高與云达不来梅簽約，留效直到2010年，轉會費估計達700萬歐元，取代離隊的麥哥特成為球隊的中場大腦。
迪亞高在德國首場正式比賽為於2006年8月5日舉行的聯賽盃決賽對拜仁慕尼黑，雲達不萊梅以2-0獲勝奪得球季展開的首項錦標。迪亞高在德甲聯賽有完美的開始，於2006年8月13日首輪對漢諾威96的「北部德比」的比賽，迪亞高射入首球及交出兩個助攻，以4-2取得勝利。一週後於對利華古遜的第二輪比賽，迪亞高再交出兩個助攻協助球隊以2-1獲勝。由於迪亞高在季初在聯賽盃及聯賽有亮麗的演出，獲選為8月份最佳球員。迪亞高繼續其神奇表現，成為雲達不萊梅的重心球員，與其拍檔芬寧斯被稱為「不萊梅中場兩台馬達」。迪亞高分別於10月及12月再次當選為每月最佳球員，只半個球季已追平球員在同一個賽季獲得月度最佳次數的最高紀録，射入8球加10次助攻。最後更入選德甲前半程最佳陣容及最佳球員。由於表現出色，迪亞高在11月獲重召返回國家隊。
雲達不萊梅在歐聯分組賽中與衛冕冠軍巴塞隆拿及英超豪門車路士同編入A組，在最後一輪比賽作客0-2不敵巴塞隆拿，以1分之微小組屈居第三，只能轉戰歐洲足協盃。雲達不萊梅在淘汰賽階段分別擊敗阿積士（32強，累計4-3）、切爾達（16強，累計3-0）及阿爾克馬爾（8強，累計4-1），直到準決賽才被愛斯賓奴兩場累計5-1淘汰。  
迪亞高的狀態在聯賽下半程初期稍為回落，直到2007年4月15日作客對多蒙特時再現雄風，在39分鐘於18米外獲直接自由球，迪亞高右脚射球越過人墻在球門左上角入網成2-0。五日後的4月20日主場對亞琛，雖然開賽僅2分鐘先失一球，下半場憑一對替補球員的入球反勝2-1，補時階段亞琛獲得自由球，連門將亦開上前場禁區，雲達不萊梅成功防守即打反擊，迪亞高離門66.8米起右腳吊射中框成3-1，賽後以60分暫時壓過少賽一場的沙尔克04排榜首。
4月底有報導指皇家馬德里有意羅致迪亞高，但雲達不萊梅體育主管克劳斯·阿洛夫斯（Klaus Allofs）回應未有出售迪亞高的意圖，不會聽取任何出價。亦有未經證實的消息指巴塞隆拿對迪亞高有興趣。
季後由《踢球者》雜誌（kicker Sportmagazin）公佈的2006-07年度德國足球先生選舉結果，迪亞高以些微票數（175對196）爆冷不敵史特加的年輕德國國腳马里奥·戈麦斯（Mario Gomez），只得第二名，未能繼巴西同胞艾爾頓（Ailton）之後成為第二位外籍德國足球先生。迪亞高入選德甲2006/07年度最佳陣容。但迪亞高在德国职业球员协会（Vereinigung der Vertragsfußballspieler，簡稱VDV）的2006-07年度最佳球員選舉中反壓馬里奧·高美斯高票（31.4%對12.1%）當選。

### 2007/08年球季
新球季展開的第一輪比賽作客對波琴，上半場39分鐘雲達不萊梅獲得十二碼，迪亞高主罰一射中的，為球隊首開紀錄，更在補時交出一個助攻協助球隊半場領先2-0，但下半場展開不足5分鐘即失回兩球，完場各二平手。由於芬寧斯、卡洛斯·阿尔贝托（Carlos Alberto）及保路斯基先後因傷缺陣，雲達不萊梅整條中場線需要由迪亞高承擔。幸而仍能在歐聯外圍賽兩回合累計5-3淘汰萨格勒布迪纳摩，第二回合作客迪亞高射入兩球十二碼使球隊以3-2獲勝，再次晉級分組賽階段。
雲達不萊梅被編入C組，與皇家马德里、拉素及奥林匹亚克斯同組，但開局並不順利，兩輪比賽後分數仍然掛零，敬陪末席。第一輪比賽作客馬德里對皇馬，以1-2見負，但迪亞高表現出眾，吸引皇馬主教練舒斯特尔對其產生興趣。為杜絕皇馬的希望，雲達不萊梅提前續約到2011年。
在歐聯負於皇馬後，雲達不萊梅回師德甲主場對衛冕冠軍史特加，輕勝4-1，完場前迪亞高射入最後一球。稍後更在主場大開殺戒，以8-1狂數比勒費爾德，迪亞高製造3次助攻及射入一球。迪亞高再次榮獲9月份最佳球員。
2008年有傳聞車路士希望收購迪亞高以取代林柏特，而迪亞高的父親兼經理人贾伊尔·达·库尼亚則表示迪亞高嚮往皇家馬德里，但雲達不來梅主席于尔根·博恩（Jürgen L. Born）强調會不惜代價留住迪亞高。

### 尤文圖斯
2009年5月25日，不萊梅正式宣布，迭戈已經前往都靈，完成轉會尤文圖斯的手續。迭戈與尤文圖斯簽訂了一份5年的合約，轉會費達到了2450萬歐元。而若尤文圖斯在此期間表現出色的話，轉會費還會增加。在2009年8月30日的尤文圖斯對羅馬的意甲比賽中，迭戈打入了兩個進球，這也是他在意甲的第一個進球。

### 沃尔夫斯堡
迭戈由于在斑马军团的表现饱受批评而被俱乐部列为清洗的目标，仅仅在意大利度过一年后尤文图斯俱乐部就宣布将其出售给德甲球会沃尔夫斯堡，据报道称他的身价为1550万欧元，比来到都灵时缩水了900万欧元，签约4年。

### 外借馬德里體育會
2011年8月31日迪亞高被外借到西甲球會馬德里體育會，為期一年。

## 國家隊
迪亞高獲選加入巴西大軍出征2004年在秘鲁舉行的美洲國家盃，決賽對死對頭阿根廷雙方加時後仍踢成2-2平手，要以十二碼決定冠軍誰屬，阿根廷首兩球射失而巴西四球皆入，迪亞高負責主射第三輪，巴西以總比數6-4（十二碼4-2）奪得冠軍。
在科·阿德里安塞（Co Adriaanse）領導的波圖中，迪亞高的演出未能穩定其正選席位，因此迪亞高落選巴西的2006年世界盃大軍。於2007年6月1日對英格蘭友賽時再次代表巴西，替補上場並於球賽後段時間射入扳平的一球。同年夏季迪亞高再次隨同巴西征戰在委內瑞拉舉行的2007年美洲國家盃，協助球隊再次擊敗阿根廷成功衛冕冠軍。

## 榮譽
山度士

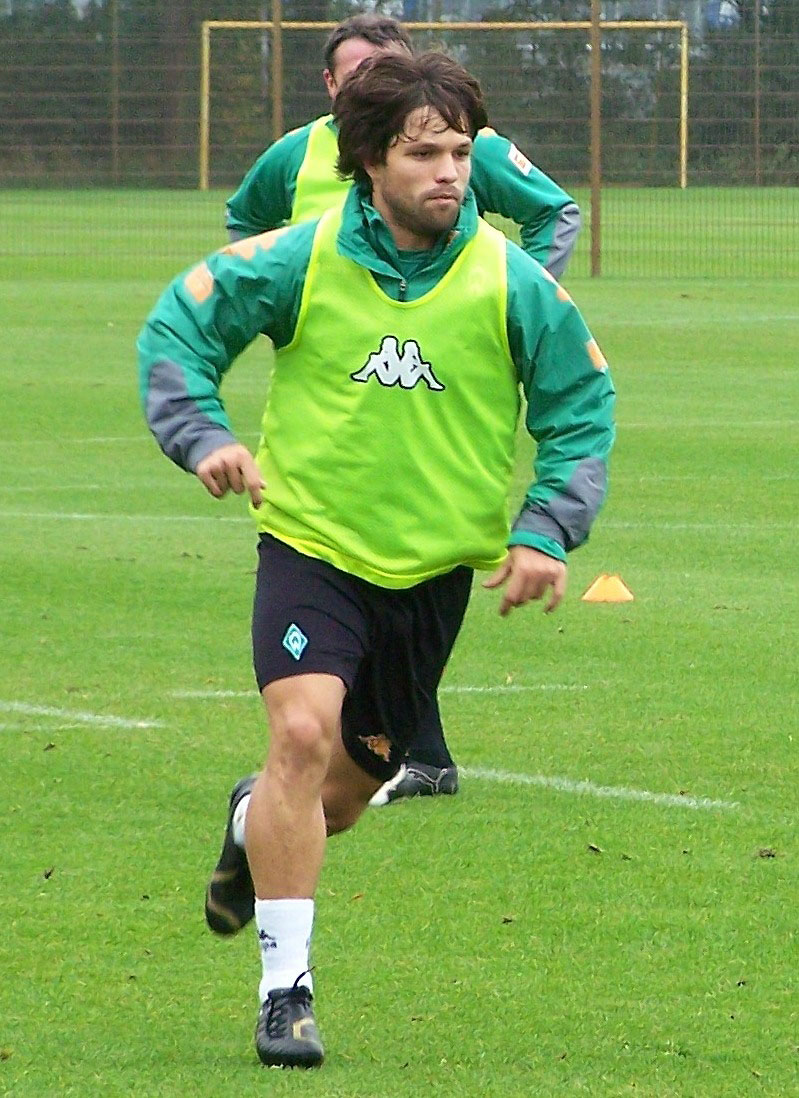
訓練中的迪亞高

- 巴西足球甲級聯賽冠軍：2002年、2004年

波圖
- 葡萄牙超級杯冠軍：2004年
- 洲際杯冠軍：2006年
- 葡萄牙足球超級聯賽冠軍：2006年

雲達不萊梅
- 德國聯賽杯冠軍：2006年
- 德國杯冠軍：2009年

馬德里體育會
- 西班牙甲組足球聯賽冠军：2013–14年
- 欧足联欧洲联赛冠军：2012年

法林明高
- 南美自由盃: 2019年[37]
- 南美超級盃: 2020年[38]
- 巴西足球甲級聯賽冠軍：2019年、2020年
- 巴西超級盃冠軍：2020年、2021年 [39]
- 卡里奧卡錦標賽: 2017年、2019年、2020年、2021年

國家隊
- Salerno Mundialito冠軍：2000年
- 南美洲U17足球錦標賽冠軍：2001年
- 土倫杯冠軍：2002年
- 美洲杯冠軍：2004年、2007年
- 奧運會男子足球項目銅牌：2008年

## 外部連結
- Players official homepage. （页面存档备份，存于）
- Werder Bremen profile.
- Career stats. （页面存档备份，存于） at FootballDatabase.com
- Photo of Diego. （页面存档备份，存于） at UEFA.com
- Chat with Diego, in September, 2005. （页面存档备份，存于） at UEFA.com
- Chat with Diego, in September 2006.  （页面存档备份，存于） at  UEFA.com